# Tmesibasis rothschildi
Tmesibasis rothschildi is een insect uit de familie van de vlinderhaften (Ascalaphidae), die tot de orde netvleugeligen (Neuroptera) behoort. 
Tmesibasis rothschildi is voor het eerst wetenschappelijk beschreven door Van der Weele in 1907.